# جيمس فيلد (مجرم)
كان جيمس فيلد بحارً وملاكمً في أنجلترا في القرن الثامن عشر، وقد أُعدِمَ شنقًا بتهمة السرقة.